# 2. deild karla 1956
Die 2. deild karla 1956 war die zweite Spielzeit der zweithöchsten isländischen Fußballliga.

## Modus
Ursprünglich sollten zehn Mannschaften in zwei Gruppen zu je fünf Teams um die Zweitligameisterschaft und Aufstieg spielen. In der Nordgruppe sagten die Vereine aus Eyjafjörður, Skagafjörður, Húsavík und Siglufjörður ab, womit ÍB Ísafjörður als einziger Teilnehmer dieser Gruppe für das Play-off-Finale qualifiziert war. 
In der Südgruppe spielten die fünf Mannschaften jeweils einmal gegeneinander. Der Sieger dieser Gruppe spielte anschließend in einem Entscheidungsspiel gegen den Sieger der Gruppe Nord um den Aufstieg in die 1. deild karla. Zwei der zehn Ergebnisse sind unbekannt und fehlen daher in der Tabelle. Sie waren nicht mehr für den Aufstieg relevant.

## Gruppe Nord
| Pl. | Verein        | Sp. | S | U | N | Tore    | Quote | Punkte |
| --- | ------------- | --- | - | - | - | ------- | ----- | ------ |
| 1.  | ÍB Ísafjörður | 0   | 0 | 0 | 0 | 000:000 | 1,00  | 0:0    |

## Gruppe Süd
| Pl. | Verein                | Sp. | S | U | N | Tore    | Quote | Punkte |
| --- | --------------------- | --- | - | - | - | ------- | ----- | ------ |
| 1.  | ÍB Hafnarfjörður      | 4   | 4 | 0 | 0 | 014:500 | 2,80  | 08:0   |
| 2.  | ÍB Keflavík           | 4   | 2 | 1 | 1 | 007:500 | 1,40  | 05:30  |
| 3.  | ÍBV Vestmannaeyja     | 3   | 1 | 0 | 2 | 005:500 | 1,00  | 02:40  |
| 4.  | Þróttur Reykjavík (A) | 3   | 0 | 1 | 2 | 002:700 | 0,29  | 01:50  |
| 5.  | Reynir Sandgerði      | 2   | 0 | 0 | 2 | 003:900 | 0,33  | 0:40   |

| (A) | Absteiger aus der 1. deild karla 1955 |

|                   | ÍBH | ÍBK | ÍBV | ÞRÓ | REY |
| ÍB Hafnarfjörður  |     | 3:0 | 3:2 | 3:1 | 5:2 |
| ÍB Keflavík       |     |     | 2:0 | 1:1 | 4:1 |
| ÍBV Vestmannaeyja |     |     |     | 3:0 | 1   |
| Þróttur Reykjavík |     |     |     |     | 1   |
| Reynir Sandgerði  |     |     |     |     |     |

## Finale
|                  | Ergebnis |               |
| ---------------- | -------- | ------------- |
| ÍB Hafnarfjörður | 2:0      | ÍB Ísafjörður |